# Partit Socialista Democràtic
Partit Socialista Democràtic (anglès Democratic Socialist Party) fou un partit polític irlandès d'ideologia socialdemòcrata fundat el 1972 pel diputat laborista Jim Kemmy, quan abandonà el Partit Laborista el 1972. Es considerava de l'ala esquerra del partit i s'oposava a la influència de l'església catòlica en la legislació de la contracepció, l'avortament i el divorci, i a les posicions nacionalistes en el conflicte d'Irlanda del Nord. A les eleccions només presentà dos candidatures (Dublín i Limerick Est), i només va obtenir l'escó de Jim Kemmy, encara que les seves postures antinacionalistes li van atraure molts militants de l'Organització Comunista Britànica i Irlandesa (BICO) i el 1982 se li va unir el Partit Socialista d'Irlanda. A les eleccions al Dáil Éireann de 1989 només va obtenir un escó i el 1990 es va tornar a unir al Partit Laborista. Els exmilitants de la BICO, però, refusaren i molts s'integraren en la nova Democratic Left el 1992.